# Jardín Botánico de Omaha
El Jardín Botánico de Omaha en inglés : Omaha Botanical Gardens también conocido como Lauritzen Gardens, Omaha's Botanical Center, es un jardín botánico y arboreto de unas  40,47 hectáreas (100 acres) de extensión que se encuentra en Omaha, Nebraska.
El Lauritzen Gardens, Omaha's Botanical Center es miembro del "American Public Garden Association" o APGA y asociado al "Botanic Gardens Conservation International" (BGCI).

## Localización
Lauritzen Gardens, Omaha's Botanical Center, 100 Bancroft St. Omaha, Douglas county, Nebraska NE 68108 United States of America-Estados Unidos de América.
Planos y vistas satelitales.41°14′3.83″N 95°54′58.02″O / 41.2343972, -95.9161167
Está generalmente abierto al público todos los días, se cobra una tarifa de entrada.

## Historia
La andadura del jardín botánico de Omaha comenzó en 1982 después de dos años de gestación. Los jardines Lauritzen existen como resultado de una única sociedad mixta pública y privada. Desde 1993, el jardín ha llevado a cabo un acuerdo de gerencia a largo plazo de la propiedad con la ciudad de Omaha. 
En 1998, fue adquirida una finca de 30 acres de extensión, con una buena visibilidad y un acceso fácil para vehículos desde la autovía Interestatal 80, fue comprado en el extremo sur de la propiedad actual. 
Esta nueva adición aumentó el área cultivada total del jardín a unos 100 acres, además de un centro de visitantes y de exposiciones, que se abrió al público en octubre del 2001 y ofrece una galería de exhibición floral con muestras de flores estacionales, una tienda de regalos, cafetería, una biblioteca especializada en plantas, espacios para reuniones y banquetes, y aularios. 
El jardín tiene una financiación privada, y confía en las contribuciones puntuales de las campañas de recogida de fondos, patrocinios de acontecimientos culturales, admisiones, y calidades de miembro. 
Los jardines de Lauritzen se denominaron de este modo, después de una generosa contribución de la familia Lauritzen, familia que ha desempeñado un papel de gran significado en la historia y el desarrollo de la ciudad de Omaha. 

## Colecciones
El jardín botánico alberga varias colecciones de plantas que están en consolidación ya que su construcción comenzó en 1995 siendo su primer jardín una rosaleda. 
Otros jardines iniciales fueron el jardín de sombra con hosta,, jardín de hierbas, jardín de los niños, y el sendero con plantas de floración primaveral.
El arboreto (4 acres) representa a siete comunidades regionales de plantas: praderas, sabana, bosque de nogales de pecanas, bosque de aceres y tilos, setos cortavientos de las granjas, pantano, y riberas de río inundables.